# Ana Blandiana

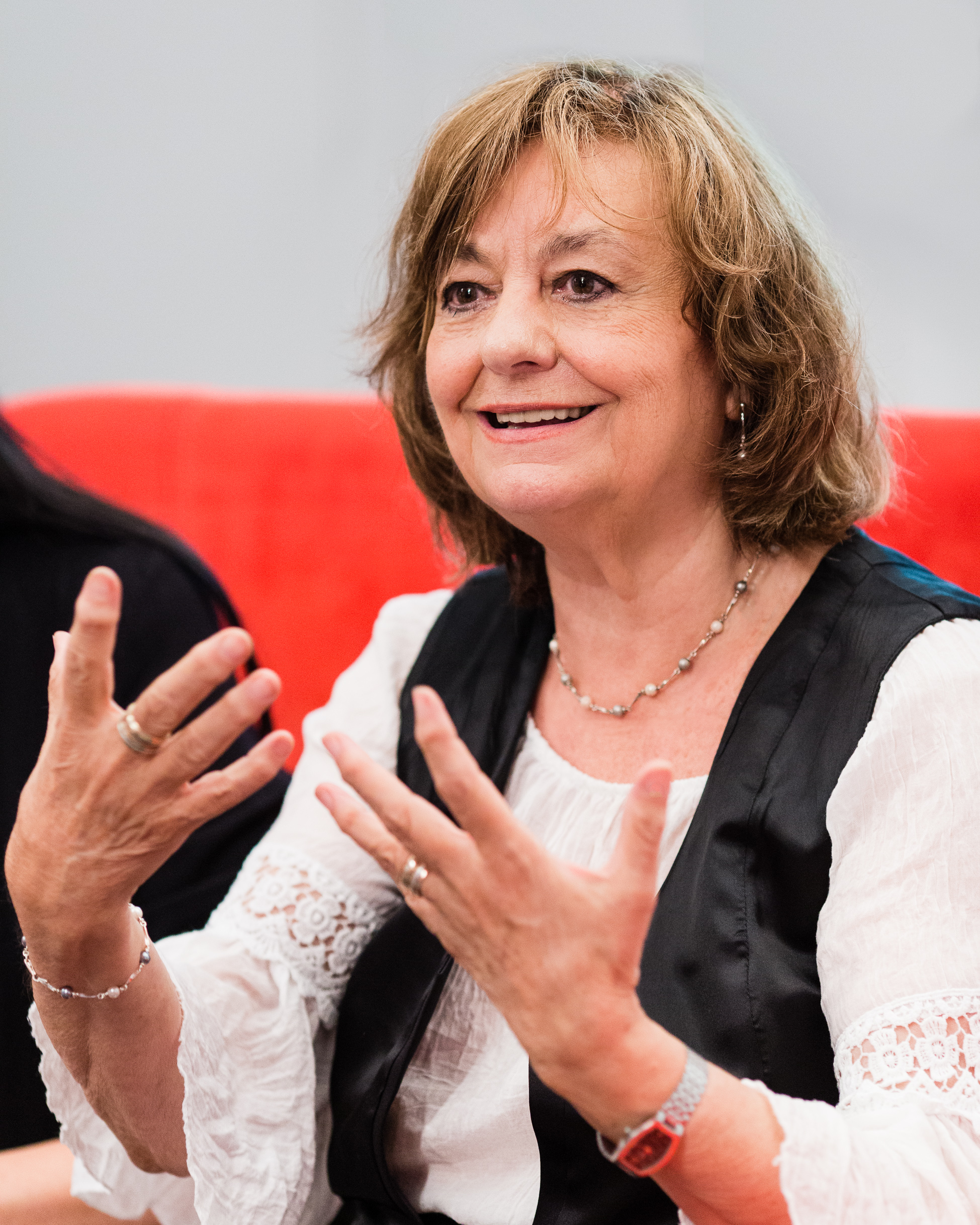
Ana Blandiana (2019)

Ana Blandiana (* 25. März 1942 in Timișoara, Rumänien, als Otilia Valeria Coman) ist eine rumänische Schriftstellerin und politische Aktivistin.

## Leben und Werk
Ana Blandiana, bürgerlicher Name Otilia Coman, wurde als Tochter des orthodoxen Priesters Gheorghe Coman in Timișoara geboren. 1944 siedelten die Eltern nach Oradea über, wo der Vater an der orthodoxen Kathedrale Biserica cu Lună als Priester tätig war und nach der Machtübernahme der Kommunisten als ›Volksfeind‹ verhaftet wurde. Kurz nach der Freilassung kam er 1964 bei einem Unfall ums Leben.
In Oradea besuchte Otilia Coman die Grundschule (1949–1952) und das Gymnasium (1952–1959). Als Kind eines ›Volksfeindes‹ wurde ihr das Studium an der Universität in Cluj-Napoca vorerst verwehrt.
1959 erschien in der Klausenburger Zeitschrift Tribuna (deutsch Tribüne) das Gedicht Originalitate, wobei sie erstmals das Pseudonym Ana Blandiana (nach Blandiana, dem Geburtsort der Mutter) verwendete. Weil sie in diesem Gedicht Regimekritik übte, belegte das stalinistische Gheorghe Gheorghiu-Dej-Regime sie mit einem vierjährigen Schreibverbot.
Von 1963 bis 1967 studierte sie Philologie an der Universität Klausenburg.
1964 debütierte Ana Blandiana mit dem Gedichtbuch Persoana întâia plural. Von 1968 bis 1974 war sie als Redakteurin verschiedener Literaturzeitschriften und von 1975 bis 1977 als Bibliothekarin am Institut für bildende Kunst in Bukarest tätig. Nach der Veröffentlichung des Gedichtes Motanul Arpagic, einer kaum verschleierten Kritik an Ceaușescu, wurde sie unter Hausarrest gestellt und erhielt Publikationsverbot.
Bis zur rumänischen Revolution von 1989 war Blandiana Dissidentin und Bürgerrechtlerin. In Interviews beim Sender Radio Free Europe und in außerhalb Rumäniens veröffentlichten Publikationen deckte sie die Missstände unter Nicolae Ceaușescu im sozialistischen Rumänien auf. Ana Blandiana ist Gründungsmitglied der Bürgerlichen Allianz (Alianța Civica) und leitet die Gedenkstätte Sighet (Memorialul de la Sighet), ein Institut zur Aufarbeitung der kommunistischen Vergangenheit Rumäniens. Im Dezember 1989 war sie Mitglied im Rat der Front zur Nationalen Rettung (rumänisch Frontul Salvării Naționale, FSN), trat aber schon im Januar 1990 wieder aus, da sie sich von den Neokommunisten manipuliert fühlte. Ana Blandiana ist Gründungsmitglied der Bürgerallianz und Initiatorin des rumänischen P.E.N. Clubs, dessen Vorsitz sie innehat. Gemeinsam mit ihrem Mann, dem Schriftsteller Romulus Rusan, gründete sie die Gedenkstätte zur Aufarbeitung der kommunistischen Vergangenheit Sighet (Memorialul victimelor comunismului și al rezistenței de la Sighet), eine Forschungs-, Ausstellungs-, Museums- und Tagungsstätte in der nordrumänischen Stadt Sighetu Marmației, mit der Zielvorgabe, die Verbrechen des Kommunismus im Land aufzudecken, sie wissenschaftlich zu erfassen und die Ergebnisse öffentlich zugänglich zu machen.
Blandianas Werke wurden in zahlreiche Sprachen übersetzt. Sie erhielt Einladungen zu Lesungen, Symposien, Festivals und Vorträgen u. a. in Deutschland, Großbritannien, Frankreich, den Niederlanden, Mazedonien, Norwegen, Österreich und den USA und dozierte an zahlreichen Universitäten, unter anderem in Rom, Berlin, Paris, Wien, Prag, Heidelberg, Tübingen, Hamburg und Köln.

## Publikationen

### Einzeltitel in deutscher Übertragung
- Das Einverständnis mit der Erde. Gedichte. Ins Deutsche übertragen von Hans Diplich. Banater Hausarchiv, Vogt 1986.
- Kopie eines Alptraums. Erzählungen. Volk und Welt Spektrum, Berlin 1988; Steidl Verlag, Göttingen 1997; Fischer Taschenbuch Verlag, Frankfurt am Main 1999.
- Die Applausmaschine. Roman. Steidl Verlag, Göttingen 1993/1999; Fischer Taschenbuch Verlag, Frankfurt 1997.
- EngelErnte. Gedichte. Ins Deutsche übertragen von Franz Hodjak. Ammann Verlag, Zürich 1994.
- Sternenherbst. Gedichte. Aus dem Rumänischen von Christian W. Schenk. Dionysos Verlag, Berlin 2002.
- Die Versteigerung der Ideen. Gedichte. Aus dem Rumänischen von Hans Bergel. Johannis Reeg Verlag, Bamberg 2009.
- Uhren auf Schienen. Gedichte. Auswahl und Nachdichtung aus dem Rumänischen von Franz Hodjak. Landpresse, Weilerswist 2010.
- In einer spanischen Herberge. Essays. Herausgegeben von Katharina Kilzer. Übersetzung von Maria Herlo und Katharina Kilzer, Edition Noack & Block, Berlin 2012.
- Die vier Jahreszeiten. Erzählungen. Herausgegeben von Katharina Kilzer. Übersetzung von Maria Herlo und Katharina Kilzer, Edition Noack & Block, Berlin 2015, ISBN 978-3-86813-027-0.
- Wozu Dichter in dürftiger Zeit? Reden und Essays. Herausgegeben von Katharina Kilzer und Helmut Müller-Enbergs. Edition Noack & Block, Berlin 2018, ISBN 978-3-86813-059-1.
- Geschlossene Kirchen. Zweisprachige Ausgabe. Herausgegeben von Katharina Kilzer und Traian Pop. Ins Deutsche übertragen von Katharina Kilzer, Maria Herlo und Horst Samson. Pop Verlag, Ludwigsburg 2019, ISBN 978-3-86356-185-7.
- Mein Vaterland A4/Patria mea A4. Gedichte. Pop Verlag, Ludwigsburg 2020, ISBN 978-3-86356-300-4.
- Rosarien. Ins Deutsche übertragen von Christian W. Schenk. Dionysos Verlag, Boppard 2020, ISBN 979-8-6492-8702-9.
- Herr der Mühle. Gedichte. Pop Verlag, Ludwigsburg 2025.
- Der Wille des Menschen ist antastbar. Von der Allgegenwart der Manipulation. Pop Verlag, Ludwigsburg 2024, ISBN 978-3-86356-411-7.

### Lyrik
- Persoana întâia plural (Erste Person Plural). (1964)
- Călcâiul vulnerabil (Achillesferse). (1966)
- A treia taină (Drittes Sakrament). (1969)
- 50 de poeme (50 Gedichte). (1970)
- Octombrie, Noiembrie, Decembrie (Oktober, November, Dezember). (1972)
- Poeme (Gedichte). (1974)
- Somnul din somn (Der Schlaf im Schlaf). (1977)
- Întâmplări din grădina mea (Geschichten aus meinem Garten). (1980)
- Ochiul de greier (Das Grillenauge). (1981)
- Ora de nisip (Sandstunde). (1984)
- Stea de pradă (Sternenherbst). (1986)
- Alte intâmplări din grădina mea (Weitere Geschichten aus meinem Garten). (1987)
- Întâmplări de pe strada mea (Geschichten aus meiner Straße). (1988)
- Poezii (Gedichte). (1988)
- Arhitectura valurilor (Die Architektur der Wellen). (1990)
- 100 de poeme (Einhundert Gedichte). (1991)
- În dimineața de după moarte (Am Morgen nach dem Tod). (1996)
- La cules îngeri (EngelErnte). (1997/2003/2004)
- Cartea albă a lui Arpagic (Das Weißbuch des Katers Arpagic). (1998)
- Balanța cu un singur talger (Die einarmige Waage). (1998)
- Soarele de apoi (Die Sonne im Jenseits). (2000)
- Refluxul sensurilor (Sinneswandel). (2004)

### Essays
- Calitatea de martor (Der Zeuge). (1970, 2003)
- Eu scriu, tu scrii, el/ea scrie (Ich schreibe, du schreibst, er/sie schreibt). (1975)
- Cea mai frumoasă dintre lumile posibile (Die schönste aller Welten) (1978)
- Coridoare de oglinzi (Spiegelgänge). (1983)
- Autoportret cu palimpsest (Selbstporträt). (1985)
- Orașe de silabe (Silbenstädte). (1987)
- Geniul de a fi (Das Genie des Seins). (1998)
- Ghicitul in mulțimi (Das Raten in der Menge). (2000)
- Cine sunt eu? (Wer bin ich?). (2001)

### Prosa
- Cele patru anotimpuri (Die vier Jahreszeiten). Erzählungen. (1977/2001)
- Proiecte de trecut (Vergangene Projekte). Erzählungen (1982)
- Sertarul cu aplauze (Die Applausmaschine). Roman. (1992/1998/2002/2004)
- Imitație de coșmar (Kopie eines Alptraums). Erzählungen. (1987/1995)

### Einzeltitel in anderen Sprachen
- Homokora. Kriterion Konyvkiado, București 1971. (Ungarisch)
- Pieta achillesowa i inne wiersze. Wydawnictwo Literackie, Kraków/Wrocław 1982. (Polnisch)
- Valaki engem almodik. Kriterion Konyvkiado, București 1985. (Ungarisch).
- San v sania,.Narodna Cultura, Sofia 1986. (Bulgarisch)
- L’ora di sabbia. Edizioni Saval, Bologna 1987. (Italienisch)
- Stihotvorenia, rasscazi, esse. Radouga, Moskva 1987. (Russisch)
- The Hour of Sand. Anvil Press Poetry, London 1989, 1990. (Englisch)
- Minevikuplaanid. Loomingu Raamatukogu, Tallinn 1989. (Estnisch)
- Sniega Stunda. Liesna, Riga 1989. (Litauisch)
- En kyrka full av fjarilar. Symposion Bokforlag, Stockholm 1990. (Schwedisch)
- Kanskje noen drømmer meg. Solum Forlag, Oslo 1990. (Norwegisch)
- Kopie eines Alptraums. Steidl Verlag, Bokforlaget Hypatia, Stockholm 1992. (Schwedisch)
- L’eglise fantome. Syros-Alternatives, Paris 1992. (Französisch)
- Kopie van een nachtmerrie. Amsterdam 1992. (Niederländisch)
- Svedotzi. Biblioteka Kov, Vrsatz 1993. (Serbisch)
- Poezi. Shtepia Botuese Enciklopedike, Tirana 1993. (Albanisch)
- Presentation/Vorwort/Prezentare. editie trilingva. DAAD, Paris 1993. (Deutsch / Französisch / Rumänisch)
- Clair de mort. Librairie Bleue, Troyes 1994. (Französisch)
- Kopi av et mareritt. Gyldendal Norsk Forlag, Oslo 1995. (Norwegisch)
- L’architecture des vagues. les Ateliers du Tayrac 1995. (Französisch)
- Ofullbordad helvet. Forlags ab Gondolin 1997. (Schwedisch)
- Szelet Allat. Pont. Budapest 1998. (Ungarisch)
- Gedichten. Go-Bos Press 1998. (Niederländisch)
- Cekmedjeto s aplodismenti. DAR, Sofia 1999. (Bulgarisch)
- Potreba za priciom. Arka, Smederevo 2000. (Serbisch)
- Isbrane pesmi. Cankarjeva zalozba, Ljubljana 2003. (Slowenisch)
- Potreba za razgovor. Arka, Smederevo – Id. Skoplje 2004. (Mazedonisch)
- Ana Blandiana. Sower, Bejing 2004. (Chinesisch)
- Arhanghel vo saghi. Editia Plejadi, Struga 2004. (Mazedonisch)
- Un tempo gli alberi avevano occhi. Donzelli Editore, Roma 2004. (Italienisch)
- Projectos de passado. Editura Cavallo de Ferro, Lisabona 2005. (Portugiesisch)
- La meva pàtria A4. Cafè Central-Eumo, Vic 2005. (Katalanisch)

### Elektronische Bücher
- Coridoare de oglinzi (Spiegelgänge). Editura LiterNet 2003.
- La cules îngeri (EngelErnte), Vol I. Editura LiterNet 2003.
- La cules îngeri (EngelErnte), Vol II. Editura LiterNet 2003.
- Autoportret cu palimpsest (Selbstporträt). Editura LiterNet 2004.
- Calitatea de martor (Der Zeuge), Editura LiterNet 2004.
- Fragmentarium (Rumänisch/Französisch). Editura LiterNet 2005.
- Sternenherbst (Rumänisch/Deutsch). Kindle Edition 2011.

## Mitgliedschaften
- Gründungsmitglied der Bürgerlichen Allianz (Vorsitz 1991 bis 2001)
- Gründungsmitglied und Vorsitzende der Stiftung Bürgerliche Akademie/Fundatia Academia Civică
- Vorsitzende des rumänischen P.E.N. Clubs
- Vorsitzende der Ehrenkommission des Rumänischen Schriftstellerverbands (Uniunii Scriitorilor din România)
- Mitglied der Académie de Poezie Mallarmé (Paris)
- Gründungsmitglied der Académie Mondiale de Poezie (2001 in Verona unter der Schirmherrschaft der UNESCO gegründet)
- Mitglied des Senats der Bürgerlichen Allianz (2001)

## Stipendien
- University of Iowa, USA (1973–1974, neun Monate)
- Universität Heidelberg (1991, zwei Monate)
- Freie Universität Berlin (1993, sechs Monate)